# Abdul Muis
Abdul Muis (także Abdoel Moeis; ur. 3 czerwca 1883 / 3 lipca 1886 w Bukittinggi, zm. 17 czerwca 1959 w Bandungu) – indonezyjski pisarz.
Pośmiertnie, w 1959 r., został uhonorowany tytułem Bohatera Narodowego Indonezji.

## Twórczość (wybór)
- Salah Asuhan, Jakarta: Balai Pustaka, 1928
- Pertemuan Jodoh, Jakarta: Balai Pustaka, 1932
- Surapati, Jakarta: Balai Pustaka, 1950
- Hendak Berbakti, Jakarta, 1951
- Robert Anak Surapati, Jakarta: Balai Pustaka, 1953